# Ewartithrips californicus
Ewartithrips californicus är en insektsart som beskrevs av Nakahara 1995. Ewartithrips californicus ingår i släktet Ewartithrips och familjen smaltripsar. Inga underarter finns listade i Catalogue of Life.